# Gesonia rubicundula
Gesonia rubicundula là một loài bướm đêm trong họ Noctuidae.